# Cardinal Lambertini
Pour plus de détails, voir Fiche technique et Distribution.
Cardinal Lambertini (Il cardinale Lambertini) est un film historique et politique italien réalisé par Giorgio Pàstina et sorti en 1954.
Adapté de la pièce homonyme de théâtre d'Alfredo Testoni (it) créée en 1905, le film met en scène en 1739 le cardinal de Bologne Prospero Lambertini, qui sera élu pape en 1740 sous le nom de Benoît XIV.

## Synopsis
En 1739, le cardinal Prospero Lambertini est très attentif aux dynamiques politiques dans la Bologne occupée par les troupes des Bourbons et sensible aux souffrances des Bolognais. Il n'hésite pas pour protéger le peuple à se dresser contre les Espagnols et une noblesse bolognaise en goguette, pilotée par la comtesse Gabriella di Roccasibalda, une aventurière désinvolte. En effet, Lambertini avait eu vent de la planification d'un massacre populaire déguisé en tentative de révolte, qui devait être le casus belli d'une répression et de l'instauration de la prise de pouvoir à vie d'un pantin des Bourbons.
Le cardinal prend également à cœur l'affaire de deux jeunes amoureux qu'il faut empêcher de se marier, Carlo Barozzi, le fils de son laquais, et la belle-fille de Gabriella di Roccasibalda elle-même, la contessina Maria (fille de la défunte première épouse de son mari, le comte Goffredo) fiancée par sa marâtre au perfide duc de Montimar, ce qui a également de profondes implications politiques.

## Fiche technique
- Titre français : Cardinal Lambertini[1]
- Titre original italien : Il cardinale Lambertini[2]
- Réalisateur : Giorgio Pàstina
- Scénario : Giorgio Pàstina, Oreste Biancoli, Edoardo Anton d'après la pièce d'Alfredo Testoni (it)
- Photographie : Rodolfo Lombardi (it)
- Montage : Renato Scandolo
- Musique : Carlo Rustichelli, orchestre dirigé par Franco Ferrara
- Décors : Peppino Piccolo
- Costumes : Veniero Colasanti
- Maquillage : Giuseppe Annunziata (it)
- Production : Manlio Morelli, Giuseppe Fatigati
- Société de production : Italica Vox Film
- Pays de production :  Italie
- Langue originale : italien
- Format : Noir et blanc - 1,37:1 - Son mono - 35 mm
- Durée : 101 minutes
- Genre : Film historique politique
- Dates de sortie :
  - Italie : 23 décembre 1954
  - France : 4 juillet 1958[1]

## Distribution
- Gino Cervi : cardinal Prospero Lambertini
- Nadia Gray : Comtesse Gabriella di Roccasibalda
- Virna Lisi : Maria di Roccasibalda
- Paolo Carlini : Carlo Barozzi
- Arnoldo Foà : Duc de Montimar
- Carlo Romano : Comte Goffredo di Roccasibalda
- Sergio Tofano : canon Peggi
- Tino Buazzelli : Comte Davia
- Gianni Agus : Comte Pepoli
- Agnese Dubbini : infirmière
- Mario Mazza : Anastasio
- Aldo Fiorelli : Abbé Cavalcanti
- Loris Gizzi : Comte Orsi
- Piero Pastore : messager papal
- Armando Migliari : médecin
- Mario Siletti : majordome
- Emilio Petacci : Costanzo
- Rita Glori : Marquise Gozzadini
- Ignazio Balsamo : sergent
- Tullio Altamura (en) : don Tinti
- Gualtiero Isnenghi : Comte Aldovrandi
- Alfredo Salvadori : don Girolamo
- Natale Cirino : notaire
- Leonardo Severini : Zanotti
- Corrado Annicelli : Fuentes